# Висоцьке (Опочецький район)
Висоцьке (рос. Высоцкое) — присілок в Опочецькому районі Псковської області Російської Федерації.
Населення становить 8 осіб. Входить до складу муніципального утворення Болгатовська волость.

## Історія
Від 2015 року входить до складу муніципального утворення Болгатовська волость.

## Населення
| 2001 | 2002 | 2010 | 2013 | 2014 | 2015 | 2016 |
| ---- | ---- | ---- | ---- | ---- | ---- | ---- |
| 12   | ↗17  | ↘7   | ↗9   | →9   | ↘7   | ↗8   |